# GSZ-stadion
Het GSZ-stadion of Gymnastic Club Zenonstadion (Grieks: Γυμναστικός Σύλλογος Ζήνων; Γ.Σ.Ζ.) is een voetbalstadion in Larnaca, Cyprus. Vaak wordt het ook het Nieuwe GSZ-stadion genoemd om het onderscheid te maken met het oude en vervangen GSZ-stadion. Voornamelijk is het een voetbalstadion en de thuisbasis van AEK Larnaca FC en Karmiotissa FC. Het stadion heeft een capaciteit van 13.032 plaatsen. Gymnastic Club Zeno is de eigenaar van het stadion en dankt zijn naam aan de plaatselijke filosoof Zeno van Citium.